# Auguste Renoir und die Landschaft des Impressionismus
Auguste Renoir und die Landschaft des Impressionismus war eine Sonderausstellung des Von der Heydt-Museums in Wuppertal, die von 2007 bis 2008 stattfand.
Die Ausstellung, die etwa 60 Werke des französischen Malers und Vertreters des Impressionismus Pierre-Auguste Renoir zeigte, wurde vom 28. Oktober 2007 bis zum 27. Januar 2008 in den Räumen des Von der Heydt-Museums gezeigt. Daneben wurden auch Gemälde „der älteren Künstlergeneration“ wie beispielsweise von Gustave Courbet, Auguste Delacroix, Charles-François Daubigny oder Édouard Manet ebenso gezeigt wie die seiner Kollegen der etwa gleichen Zeit- und Stilepoche, darunter Paul Cézanne, Claude Monet, Camille Pissarro und Paul Signac.
Die Exponate wurden von dem Museumsdirektor Gerhard Finckh und seinem Team aus Museen und Galerien in aller Welt zusammengeführt, wie unter anderem dem Museum of Modern Art (New York) oder dem Nationalmuseum Warschau. Zu der Ausstellung kamen rund 95.000 Besucher aus dem In- und Ausland.